# Hippasa elienae
Hippasa elienae är en spindelart som beskrevs av Mark Alderweireldt och Rudy Jocqué 2005. Hippasa elienae ingår i släktet Hippasa och familjen vargspindlar.
Artens utbredningsområde är Tanzania. Inga underarter finns listade i Catalogue of Life.